# Lucia Kimani
Lucia Mwihaki Kimani Marčetić (Kajiado, 21 giugno 1980) è una maratoneta keniota naturalizzata bosniaca.

## Biografia
Nata in Kenya, Kimani nel 2004 ha conosciuto e sposato Siniša Marčetić, serbo-bosniaco, conosciuto durante un evento sportivo a Salisburgo. Nel 2006, dopo essersi trasferiti in Bosnia ed Erzegovina a vivere, Kimani ha ottenuto la cittadinanza del paese europeo, potendo così gareggiare nelle competizioni balcaniche ed europee.
Ha rappresentato la Bosnia ed Erzegovina in occasione di due Mondiali ed a tre edizioni consecutive dei Giochi olimpici dal 2008 al 2016.
Dal 2011 ha vinto numerosi titoli nazionali oltre che partecipato alle gare di mezzofondo previste all'interno degli Europei a squadre.

## Palmarès
| Anno | Manifestazione              | Sede           | Evento         | Risultato | Prestazione | Note |
| ---- | --------------------------- | -------------- | -------------- | --------- | ----------- | ---- |
| 2006 | Giochi balcanici            | Zenica         | 5000 m piani   | Argento   | 16'20"21    |      |
| 2007 | Mondiali                    | Osaka          | Maratona       | dnf       | dnf         |      |
| 2007 | Mondiali di corsa su strada | Udine          | Mezza maratona | 36ª       | 1h12'55"    |      |
| 2008 | Giochi olimpici             | Pechino        | Maratona       | 42ª       | 2h35'47"    |      |
| 2011 | Mondiali                    | Taegu          | Maratona       | dnf       | dnf         |      |
| 2012 | Giochi olimpici             | Londra         | Maratona       | dnf       | dnf         |      |
| 2016 | Giochi olimpici             | Rio de Janeiro | Maratona       | 116ª      | 2h58'22"    |      |

## Campionati nazionali
2011
- Oro ai campionati bosniaci, 3000 m piani - 9'29"45
- Oro ai campionati bosniaci, 5000 m piani - 18'25"77

2012
- Oro ai campionati bosniaci, 5000 m piani - 17'10"43

2015
- Oro ai campionati bosniaci, 3000 m piani - 10'01"03

2017
- Oro ai campionati bosniaci, 5000 m piani - 17'40"69

2018
- Oro ai campionati bosniaci, 3000 m piani - 10'31"16
- Oro ai campionati bosniaci, 5000 m piani - 19'13"10
- 9ª ai campionati bosniaci di mezza maratona - 1h22'10"

2019
- Bronzo ai campionati bosniaci, 1500 m piani - 5'11"49
- Bronzo ai campionati bosniaci, 3000 m piani - 10'56"07
- Oro ai campionati bosniaci, 10000 m piani - 38'36"91

2020
- Oro ai campionati bosniaci, 3000 m piani - 10'24"88
- Oro ai campionati bosniaci, 5000 m piani - 18'25"76
- Oro ai campionati bosniaci, 10000 m piani - 38'37"42

2021
- Bronzo ai campionati bosniaci, 3000 m piani - 11'01"36

## Altre competizioni internazionali
2007
- 4ª alla Maratona di Vienna ( Vienna) - 2h38'21"

2008
- 10ª alla Maratona di Dubai ( Dubai) - 2h37'37"

2010
- 11ª alla Maratona di Pechino ( Pechino) - 2h37'01"

2015
- 18ª alla Maratona di Valencia ( Valencia) - 2h40'36"